# 旗山郡
旗山郡（きざんぐん）は、日本統治時代の台湾に存在した行政区画の一つであり、高雄州に属した。

## 概要
旗山街、美濃街、六亀庄、甲仙庄、杉林庄、内門庄、蕃地の2街4庄1蕃地を管轄し、郡役所は旗山街に置かれた。1932年（昭和7年）屏東郡より六亀庄および蕃地のうち現在の高雄市桃源区、茂林区に当たる地域を編入し、田寮庄は岡山郡へ編入した。郡域は現在の高雄市旗山区、美濃区、六亀区、甲仙区、杉林区、内門区、茂林区、桃源区、那瑪夏区に当たる。

## 歴代首長

### 郡守
- 松村儀十郎[1]:1897年-
- 城戸彦市[2]
- 池田斌[3]
- 瀬戸山兼斌[4]
- 加藤重喜[5]
- 釜田喜太郎[6]
- 服部重一[7]
- 吉森八郎[8]
- 米山耕造[9]：1939年3月[10] -
- 中村千代司[11]
- 常田正[12]：1942年8月[13] -